# Finale Kupa prvaka 1966.
Finale Kupa prvaka 1966. je bilo 11. po redu finale Kupa prvaka, koje je igrano 11. svibnja 1966. na stadionu Heysel u Bruxellesu. U finalu su igrali španjolski Real Madrid C.F. i jugoslavenski FK Partizan. Utakmica je završila rezultatom 2:1 za Real Madrid, koji je po šesti put osvojio naslov prvaka Europe. 
Prvi je na utakmici poveo Partizan, pogotkom Velibora Vasovića. Međutim Amaro i Serena su svojim pogodcima donijeli pobjedu Španjolcima.

## Susret
| 11. svibnja 1966.    |     |             |                                                                                              |
| Real Madrid          | 2:1 | FK Partizan | Stadion Heysel, Bruxelles Broj gledatelja: 55.000 Sudac: Rudolf Kreitlein (Zapadna Njemačka) |
| Amaro 70' Serena 76' |     | Vasović 55' | Stadion Heysel, Bruxelles Broj gledatelja: 55.000 Sudac: Rudolf Kreitlein (Zapadna Njemačka) |

| Real Madrid | Partizan |

| REAL MADRID: |    |                         |
|              |    |                         |
| GK           | 1  | José Araquistáin        |
| DF           | 2  | Pachín                  |
| DF           | 3  | Pedro de Felipe         |
| DF           | 4  | Ignacio Zoco            |
| DF           | 5  | Manuel Sanchís Martínez |
| MF           | 6  | Pirri                   |
| MF           | 7  | Manuel Velázquez        |
| MF           | 8  | Fernando Serena         |
| MF           | 9  | Amancio Amaro           |
| FW           | 10 | Ramón Grosso            |
| FW           | 11 | Francisco Gento         |
| Trener:      |    |                         |
| Miguel Muñoz |    |                         |

| PARTIZAN:     |    |                     |
|               |    |                     |
| GK            | 1  | Milutin Šoškić      |
| DF            | 2  | Fahrudin Jusufi     |
| DF            | 3  | Velibor Vasović     |
| DF            | 4  | Branko Rašović      |
| DF            | 5  | Ljubomir Mihajlović |
| MF            | 6  | Vladica Kovačević   |
| MF            | 7  | Radoslav Bečejac    |
| MF            | 8  | Mane Bajić          |
| MF            | 9  | Mustafa Hasanagić   |
| FW            | 10 | Milan Galić         |
| FW            | 19 | Josip Pirmajer      |
| Trener:       |    |                     |
| Abdulah Gegić |    |                     |

## Vanjske poveznice
- Rezultati Kupa prvaka, RSSSF.com
- Sezona 1965./66., UEFA.com
- Povijest Kupa prvaka: 1966.

| Finala Kupa prvaka i UEFA Lige prvaka | Finala Kupa prvaka i UEFA Lige prvaka |
| ------------------------------------- | --- |
|                                       | |
| Kup prvaka                            | 1956. • 1957. • 1958. • 1959. • 1960. • 1961. • 1962. • 1963. • 1964. • 1965. • 1966. • 1967. • 1968. • 1969. • 1970. • 1971. • 1972. • 1973. • 1974. • 1975. • 1976. • 1977. • 1978. • 1979. • 1980. • 1981. • 1982. • 1983. • 1984. • 1985. • 1986. • 1987. • 1988. • 1989. • 1990. • 1991. • 1992. |
|                                       | |
| Liga prvaka                           | 1993. • 1994. • 1995. • 1996. • 1997. • 1998. • 1999. • 2000. • 2001. • 2002. • 2003. • 2004. • 2005. • 2006. • 2007. • 2008. • 2009. • 2010. • 2011. • 2012. • 2013. • 2014. • 2015. • 2016. • 2017. • 2018. • 2019. • 2020. • 2021. • 2022. • 2023. • 2024.                                         |

| Finala Kupa prvaka i UEFA Lige prvaka | Finala Kupa prvaka i UEFA Lige prvaka |
| ------------------------------------- | --- |
|                                       | |
| Kup prvaka                            | 1956. • 1957. • 1958. • 1959. • 1960. • 1961. • 1962. • 1963. • 1964. • 1965. • 1966. • 1967. • 1968. • 1969. • 1970. • 1971. • 1972. • 1973. • 1974. • 1975. • 1976. • 1977. • 1978. • 1979. • 1980. • 1981. • 1982. • 1983. • 1984. • 1985. • 1986. • 1987. • 1988. • 1989. • 1990. • 1991. • 1992. |
|                                       | |
| Liga prvaka                           | 1993. • 1994. • 1995. • 1996. • 1997. • 1998. • 1999. • 2000. • 2001. • 2002. • 2003. • 2004. • 2005. • 2006. • 2007. • 2008. • 2009. • 2010. • 2011. • 2012. • 2013. • 2014. • 2015. • 2016. • 2017. • 2018. • 2019. • 2020. • 2021. • 2022. • 2023. • 2024.                                         |